# U.S. Highway 180
Der U.S. Highway 180 ist eine Ost-West-Verbindung im Westen der Vereinigten Staaten. Er beginnt an der Arizona State Route 64 in Valle nahe dem Grand-Canyon-Nationalpark und endet an der Interstate 20 in Hudson Oaks in Texas. Ursprünglich eine Nebenroute zum U.S. Highway 80 berührt er diesen heute nicht mehr.
Auf seinem Weg liegen vier Nationalparks: der Grand-Canyon-Nationalpark, der Petrified-Forest-Nationalpark, der Guadalupe-Mountains-Nationalpark und der Carlsbad-Caverns-Nationalpark.
Bei der Festlegung der US Routes 1926 zweigte der US 180 in Florence Junction (Arizona – östlich von Phoenix) von der US 80 ab und verlief zur US 85 (heute NM State Route 187) bei Caballo (New Mexico). In Lordsburg (New Mexico) berührte sie noch mal die US 80. 1935 verschwand die US 180 durch Änderung mehrerer US Routes. Durch weitere Änderungen im Netz der US Routes wurde 1943 die Nummer 180 erneut verwendet. Die heutige Führung geht auf dies zurück.